# Márta István
Márta István (Budapest, 1952. június 14. –)  Erkel Ferenc-díjas magyar zeneszerző.

## Életpályája
1952-ben született Budapesten. 1975-ben a Liszt Ferenc Zeneművészeti Főiskola zeneszerzés szakán szerzett művész-tanári diplomát. Konzervatóriumi és főiskolás évei alatt több amatőr és professzionális színházban dolgozott (Brobo együttes, 25. Színház, Thália Színház).
A 70–80-as években – moldvai (csángó) népzenei gyűjtőútja mellett – szervezett happeningeket, performanszokat, kortárszenei fesztiválokat (Fiatal Művészek Klubja, Plánum fesztivál, különböző egyetemi klubok). Több alkalommal rendeztek szerzői estet kompozícióiból (Korunk Zenéje, MTV Vigadó Est, Varsói Ősz).
Közreműködőként és zeneszerzőként tagja volt a 180-as csoportnak, és – mint csembalista –  tagja a historikus zenét játszó Mandel Quartetnek. A Quartettel több ízben turnézott az USA-ban, Mexikóban, Brazíliában, Izraelben és Európa számos országában. 1976 óta több mint 300 színpadi és filmzenét írt és szerkesztett. Rendezett az Arany János Színházban, a Pécsi Nemzeti Színházban, a Várszínházban és az Új Színházban. 46 kompozícióját a világ több helyén bemutatták, szerzői lemezei mellett sok esetben készítettek táncjátékot, balettet zenéi felhasználásával.
Zenetörténetet és 20. századi zeneanalízist oktatott a Bartók Béla Zeneművészeti Szakközépiskola dzsessz tanszakán. Zenei vezetője volt a Veszprémi Petőfi Színháznak, a Nemzeti Színháznak és az Új Színháznak. 1989-ben létrehozta a Kapolcsi Művészeti Napokat, amely 1996-tól Művészetek Völgye néven Magyarország legnagyobb multikulturális fesztiváljává nőtte ki magát.
- 1989 – alapítója és elnöke a Kapolcsi Kulturális és Természetvédelmi Egyletnek
- 1989 – alapítója és igazgatója a nonprofit Kapolcsi Művészeti Napoknak, amely 1996-tól Művészetek Völgye fesztivál
- 1998–2012:  az  Új Színház igazgatója
- 2002 – elnöke a Magyar Fesztivál Szövetségnek (országos civil ernyőszervezet)
- 2003-2021 a Magyar Fesztivál Szövetség elnöke
- 2012–15: a pécsi Zsolnay Örökségkezelő NKft. ügyvezetője
- 2015–17:  polgármesteri kulturális főtanácsadó Pécsett
- 2016-19 létrehozza és  igazgatja a Bőköz-Ormánság Fesztivált
- 2016-2020 az NKA kult.fesztiválok kuratóriumi tagja
- 2016-             a kapolcsi Helyi Értéktár vezetője
- 2017-től  Kapolcska Program (tehetség kutató-fejlesztő tábor és családi fesztivál) létrehozója és igazgatója
- 2018-tól  Kapolcs Önkormányzat képviselő-testületének tagja
- 2021-től  Magyar Fesztivál Szövetség elnökségi szavazattal bíró tiszteletbeli elnöke
- .2020-2021 Pécsi Országos Színházi Találkozó (POSZT) ügyvezetője
- 2022-     „Eger-víz patakművészeti őrség 13 településen a Balaton északi partján” kitalálója és projektvezetője (Veszprém-Balaton2023 Európa Kulturális Főváros)

2023-tól ismét a Magyar Fesztivál Szövetség elnöke

## Civil, társadalmi munkásság
- 1989 – a Völgyfutár című újság főbb szerkesztője
- 2008 – a fesztiválokat minősítő bizottság – a SZIB – elnöke
- 2005 – alapítója a Bubik István Művész Alapítványnak
- 2000 – kurátori gyakorlat
- 1998-tól tagja a Veszprém megye Kultúrájáért Alapítványnak
- több esetben hívták meg színházigazgatói pályázatok elbírálásához
- több esetben volt kuratóriumi tag a Nádasdy Kálmán díj elbírálásánál
- 1999–2004-ig tagja volt a Magyar Művészetért Alapítvány kuratóriumának
- 2005-től tagja a Bubik István Színész Alapítványnak
- 2008 – Filmszemle nemzetközi zsűri tagja
- 2017 – az NKA Kulturális Fesztiválok Kollégiuma kuratóriumi tagja

## Főbb művek

### Zene
- 1979 Szöveg és zene – zenés színházi előadás Beckett rádiójátéka nyomán
- 1980 Karácsony Napja – 24. lecke – kamaraegyüttesre
- 1983 Szíveink – requiem töredék
- 1985 Munkásoperett – musical
- 1985 Vakok – kamaraegyüttesre és tenorra
- 1985 Babaházi történet – zene ütőhangszerekre
- 1986 …per quattro tromboni… – négy harsonára
- 1989 Sóhaj (Doom.A Sigh) – vonósnégyes a KronosQuartet (USA) megrendelésére
- 1990-98 Az Üvegfúvó álma (The Glassblowe’s Dream ) vonósnégyes
- 1983-97 Wyx-ciklus hangszalagra
- 1995 Scrabbles-music – kamarazenekarra
- 1996 Négy dal Petőcz és Szőcs versekre
- 1997 Liliomfi – zenés játék
- 2010 Csodálatos mobilvilág – kamaraopera
- 2015 Tér-Idő (Space-time) – vegyeskarra, szólistákra és kamarazenekarra

#### Balett és egyéb zenék hangszalagra
- 1982 A múzeum hangjai
- 1984 Látomások – balett (Magyar Állami Operaház)
- 1989 Slips and stream-balett (Hollandia)
- 1990 Blasting in the Birdcage (Németország)
- 1990 Egy sikoly anatómiája – balett (Hollandia)
- 1992 Szent Antal megkísértése – balett (Szegedi Szabadtéri Játékok)
- 1995 Don’t look back – balett (Hollandia)
- 1999 Musica Diavolae (Rádiók Nemzetközi Szövetsége)
- 2001 Támad a szél II. – balett (Pécsi Nemzeti Balett)
- 2001 Az ember tragédiája (Nemzeti Színház)
- 2001 A Falunk Rossza (Új Színház)
- 2005 Történetek az elveszett birodalomból – filmzene
- 2005 El Camino (Az út) – filmzene
- 2005 Tüzijáték zene („időutazás szvit” 7 tételben)
- 2016 Koronázási szertartásjáték – társzeneszerző (Székesfehérvár)
- 2016 Duda bird – rövid balettzene
- 2016 Rákosi – dokumentumfilm zene

## Filmzenék
- Ozorai példa/ A Precedent from the Village Ozora(1973) Dir.: Ferenc Kardos
- A nagyékszerész/ The Great Jeweler(1978) Dir.: Márton Karinthy
- Foltyn zeneszerzőélete/The Life of Composer Foltyn (1981) Dir.: Judit Felvidéki
- SzegényDzsoni és Árnika/ PooeDzsoniandÁrnika(1983) Dir.: András Sólyom
- Lakótelepimítoszok/ Myths of a prefab residential complex(1985) Dir.: Judit Felvidéki
- Érzékeny búcsú a fejedelemtől (1986) Dir.: László Vitézi
- Hol volt, hol nem volt/ Onceupon a time (1987) Dir.: GyulaGazdag
- Gyökér ésvadvirág/ Roots and Wild Flowers (1988) Dir.: György Bohák)
- Angyaliüdvözlet/ Annunciation (1988) Dir.: András Jeles
- Vadon (1988)/ In the Wild, Dir.: András Ferenc
- Legényanya (1989) /When he Becomes a She Dir.: Dezső Garas
- Dunatorzó(1995)/  Distortion on the Danube River  Dir.: Ádám
- Törvénytelen / Outlaw (1995) Dir.: András Ferenc
- Honfoglalás, avagy a magyarokbejövetele/ Conquest, or the arrival of theHungarians (1999) Dir.: András Szőke
- Történetekazelveszettbirodalomból/Stories from the Lost Empire (2005) Dir.: Frigyes Gödrös
- El Camino (2005) Dir.: Ferenc Tolvaly
- Tibetben a lélek/The soul is in Tibet (2006) Dir.: Ferenc Tolvaly
- Híd a Boszporuszfelett/The Bridge over the Bosporus (2007) Dir.: Ferenc Tolvaly
- Rákosi (2016) Dir.: Csaba Bartal

#### Diszkográfia
- Alte und neue Musik – Thorofon STW 831024 (1985) – LP
- HEARTS (Szíveink) – LP Hungaroton SLPX 12563 (1985)
- Kapolcs riadó – Támad a szél – Hungaroton Krém SLPX 17963 (1987) – LP
- Magyarország messzire van – Hungaroton SLPX (1991) – LP
- AMADINDA (Babaházi történet) – Hungaroton SLOD 12800 (1987) – LP – Hungaroton Disc HCD 12855 – CD
- Black Angels (Doom. A Sigh – Sóhaj) – Kronos Quartet – Elektra Nonesuch 9 79242-2 DDD (1990) – CD
- Looking East – Hungary (Blasting in the Birdcage) – Erdenklang AD LC 8155 (1990) – CD
- Tájkép – Jazz Bridge Series – Newsic RMKK 9304 (1993) – MC
- Works – Newsic- Hungaroton HCD 31580 (1994) – CD
- Hetedik (Dalok József Attila verseire – Hobo) – Insight 9070012 (1998) – CD
- Sound in sound out – Hungaroton HCD 31829 (1998) – CD
- The Wind Rises – ReR SD1, LC2677 UK (1998) – CD
- Növekszik a csapat – Eörsi István megzenésített versei Hobo előadásában Kulturbarlang KBCD 202203 – CD

#### Kották
- Doll’s House Story – Babaházi történet
- Editio Musica Z. 13320
- „…. per quattro tromboni”
- Editio Musica Z. 13299
- Lesson 24 Christmas Day – Karácsony napja 24. Lecke
- Editio Musica Z. 13025
- Doom. A Sigh – Sóhaj

### Színház
1976 óta több mint 300 színpadi- és filmzene, többek között Asher Tamás, Szikora János, Ács János, Csiszár Imre, Jancsó Miklós, Jeles András, András Ferenc, Taub János és más rendezők számára.

#### Rendezések
- 1993 Arany János Színház – Lorca/Block két egyfelvonásos
- 1996 Pécsi Nemzeti Színház – Cabaret (musical)
- 1997 Pécsi Nemzeti Színház – Hegedűs a háztetőn (musical)
- 1990 Várszínház – Kapolcsi Opera
- 2000 Új Színház – A népvezér
- 2001 Új Színház – A Falunk Rossza

### Egyéb munkák

#### Tv-, rádiórendezések
- 1987 Kapolcs riadó – videóklip (MTV-BBS)
- 1989 Templom – videóklip (MTV)
- 1989-91 Képnaplók (MTV)
- 1998 A vándor – rádiójáték (Magyar Rádió)
- 1981-84 Az erdész levele, J. M. Wyx hagyatéka – két kiállítás

## Díjak, elismerések
- 1979 Magyar Televízió nívódíja
- 1982 Magyar Rádió közönségdíja
- 1981 Tribune International des Compositeurs díjai Párizsban
- 1987 Tribune International des Compositeurs díja Párizsban
- 1987 Erkel Ferenc-díj
- 1998 Színházi kritikusok különdíj (a Peer Gynt zenéért)
- 1994 Podmaniczky-díj
- 1994 Déri János-díj
- 1997 Veszprém Megyéért Érdemrend
- 1998 Köztársasági Elnöki Aranyérem
- 1999 Kapolcs díszpolgára
- 2000 A Magyar Köztársasági Érdemrend lovagkeresztje /polgári tagozat/
- 2001 Pro Regio díj
- 2002 A Magyar Köztársasági Érdemrend tisztikeresztje /polgári tagozat/
- 2006 Prima díj
- 2012 A Magyar Érdemrend középkeresztje /polgári tagozat/
- 2013 "A 2012-es év rendezvényszervezője" elismerés
- 2014, 2017,  2018 : TOP 50 – a magyar turizmus legbefolyásosabb szereplői
- 2024 Best of Balaton - életműdíj *   .
- 2025 Aranyérem (életmű) Magyar Filmakadémia